# Råbukantilope
Råbukantilopen (Pelea capreolus) er en antilope, der er endemisk for et lille område i det sydlige Afrika, hvor den lever på højtliggende sletter i Sydafrika, Swaziland og Lesotho. Råbukantilopen er den eneste art i slægten Pelea og i underfamilien Peleinae.
Det er en mellemstor antilope med en vægt på 19-30 kg med en lang hals, smalle ører og hos hannen lige, spidse horn, der er 15-25 cm lange. Den grålige pels er kort og tæt.
Det er denne antilope der er ophav til sportstøjmærket Reebok, det Afrikaanske navn for antilopen.